# Erythrodiplax tenuis
Erythrodiplax tenuis är en trollsländeart som beskrevs av Borror 1942. Erythrodiplax tenuis ingår i släktet Erythrodiplax och familjen segeltrollsländor. Inga underarter finns listade i Catalogue of Life.